# Hassel (Sassonia-Anhalt)
Hassel è un comune di 925 abitanti della Sassonia-Anhalt, in Germania.

Appartiene al circondario (Landkreis) di Stendal (targa SDL) ed è parte della comunità amministrativa (Verwaltungsgemeinschaft) di Arneburg-Goldbeck.

## Geografia antropica

### Suddivisioni amministrative
Il territorio comunale si divide in 4 zone (Ortsteil), corrispondenti al centro abitato di Hassel e a 3 frazioni:
- Hassel (centro abitato)
- Chausseehaus
- Sanne
- Wischer